# Zyzypyge calycina
Zyzypyge calycina är en fjärilsart som beskrevs av Hopp 1930. Zyzypyge calycina ingår i släktet Zyzypyge och familjen Megalopygidae. Inga underarter finns listade i Catalogue of Life.